# Adolf Adam
Adolf Adam (ur. 19 marca 1912 w Dietesheim, zm. 16 grudnia 2005 w Moguncji) – niemiecki duchowny katolicki, teolog, znawca liturgii katolickiej.
Studiował teologię w Moguncji, święcenia kapłańskie przyjął 6 stycznia 1937 w miejscowej katedrze z rąk biskupa Alberta Stohra. W czasie II wojny światowej pracował głównie z młodzieżą; występował wielokrotnie przeciwko reżimowi hitlerowskiemu, za co był poddawany represjom. Po wojnie prowadził zajęcia z religii w gimnazjum w Moguncji.
W 1956 na Uniwersytecie Gutenberga w Moguncji obronił rozprawę doktorską Das Sakrament der Firmung nach Thomas von Aquin, trzy lata później habilitował się na Uniwersytecie w Bonn (rozprawa Firmung und Seelsorge: Pastoraltheologie und religionspädagogische Untersuchungen zum Sakrament der Firmung). W latach 1960–1977 był profesorem liturgii i homiletyki na Uniwersytecie Gutenberga w Moguncji. Pełnił przez pewien czas funkcję dziekana Wydziału Teologicznego. W 1985 otrzymał tytuł papieskiego prałata.
Był autorem wielu publikacji z wiedzy o liturgii i homiletyki, uznawanych za znaczące podręczniki dla kleryków. Opublikował m.in. Sinn und Geschichte der Liturgie, Grundrisse der Liturgie (1985), Ethik der Jagd (1995).